# Joan Torrent i Martínez
Joan Torrent i Martínez (Barcelona, 1893 - ibíd., 1977) va ser un assagista català. Es va especialitzar en la premsa catalana, publicant estudis pioners i obres de referència com La presse catalane depuis 1641 jusqu’à 1937 i la Història de la premsa catalana (1966).